# Abukir

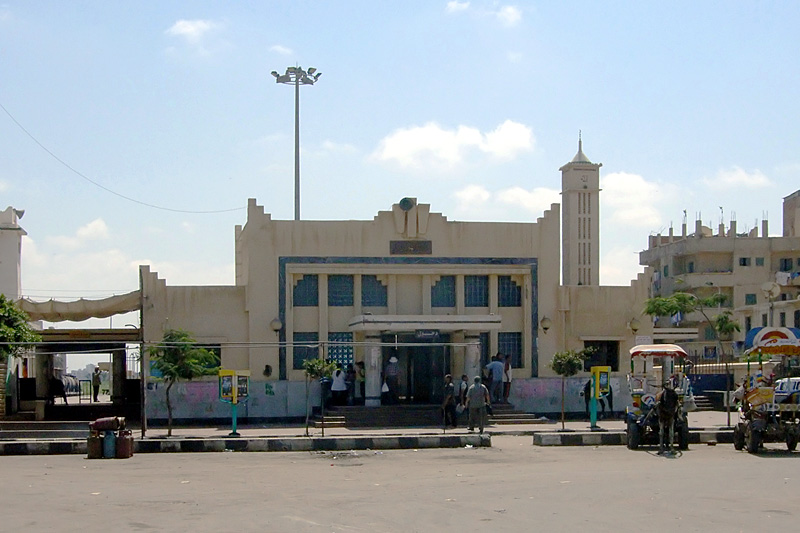
La stazione ferroviaria

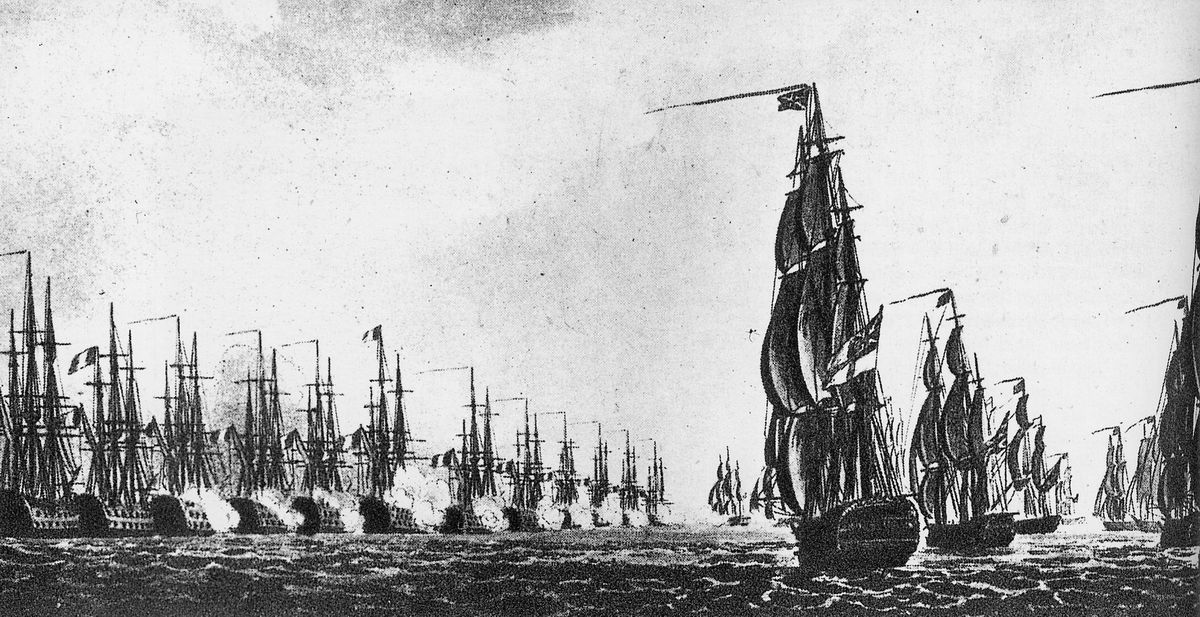
La flotta inglese attacca la flotta francese ad Abukir

Abukir o Abu Qir (ar. أبو قير) è una località dell'Egitto, sita sul promontorio omonimo che si affaccia sulla Baia di Abū Qīr, 13 km a nordest di Alessandria.
Nel centro abitato si trova un antico castello adibito da Mehmet Ali a prigione. Nei pressi del villaggio sono presenti numerose vestigia di antichi edifici egizi, greci e romani. Circa tre chilometri ad est del villaggio ci sono le rovine di un'antica città che si ritiene sia quella di Canopo; poco più ad est ancora la Baia di Abū Qīr. In questa baia, a 2,5 km dalla costa, sono sommerse le rovine dell'antica città di Heracleion.

## Battaglie di Abukir
Nei pressi di Abukir si svolsero tre battaglie relative alla Campagna d'Egitto di Napoleone, una navale e due terrestri. In questa baia il 1º agosto 1798 la flotta francese agli ordini dell'ammiraglio Brueys fu sorpresa, dopo che aveva sbarcato il corpo di spedizione francese in Egitto comandato dal Bonaparte, dalla flotta inglese di Horatio Nelson e distrutta (l'episodio è noto anche come Battaglia del Nilo).
Quasi un anno dopo, il 25 luglio 1799 Napoleone attaccò i turchi dell'armata di Rodi comandati da Mustafà pascià ed appena sbarcati dalla squadra navale inglese del contrammiraglio William Sidney Smith e li sbaragliò pur essendo in decisa inferiorità numerica.
Infine l'8 marzo 1801 vi sbarcò un corpo di spedizione inglese agli ordini del generale Sir Ralph Abercromby sotto il fuoco delle truppe francesi ivi trinceratesi agli ordini del generale Jacques François Menou ed ebbe ragione della loro resistenza. Questo combattimento segnerà praticamente la fine dell'avventura egiziana del corpo di spedizione francese, partito sotto il comando del Bonaparte, poiché il generale Menou si ritirerà con le truppe rimastegli in Alessandria ove capitolerà cinque mesi dopo.